# Schneider CPC International
Die Schneider CPC International war eine Computerzeitschrift, die sich von 1985 bis 1993 mit Themen rund um die Homecomputer der Marke Schneider bzw. Amstrad beschäftigt hat. Beginnend mit der CPC-Serie, später auch Joyce und PC. Die Zeitschrift deckte die typischen Themen der damaligen Computermagazine ab. Von Produktvorstellungen über Tests bis zum Abdruck von Software (Listings) und Anleitungen zum Hardware-Selbstbau.
Der Name hat über die Jahre mehrfach gewechselt, einerseits durch die Erweiterung der Produktpalette von Schneider/Amstrad, andererseits durch das Ausscheiden von Schneider und die Übernahme des Geschäftes durch den Hersteller Amstrad selbst.